# تران توآن مین

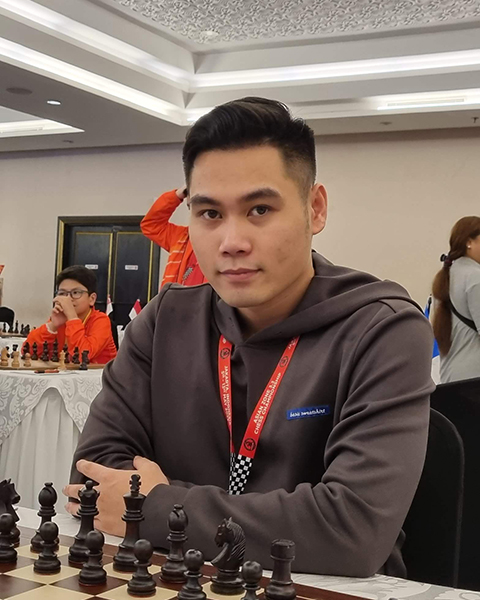

تران توآن مین (انگلیسی: Trần Tuấn Minh؛ زادهٔ ۲۱ اکتبر ۱۹۹۷) استادبزرگ شطرنج (۲۰۱۷) اهل ویتنام و فاتح سه دوره مسابقات قهرمانی شطرنج ویتنام (۲۰۱۷، ۲۰۱۸، ۲۰۲۱) است.